# Сальский округ (Северо-Кавказский край)
Сальский округ — административно-территориальная единица Юго-Восточной области (с ноября 1924 – Северо-Кавказского края) существовавшая в 1924—1930 годах. 

## История
Сальский округ был образован 2 июня 1924 года.  
Административный центр Сальского округа:  
Центр округа с июня по август 1924 года находился в станице Великокняжеской (ныне город Пролетарск).   
С августа 1924 года окружной центр был перенесен на станцию Торговая (в дальнейшем рабочий посёлок Торговый).   
С  1 марта 1926 года окружной центр Сальского округа - рабочий посёлок Торговый получил статус города и был переименован в город Сальск.  
Город Сальск являлся центром округа до августа 1930 года, т.е. до упразднения округов.  
Административно-территориальное устройство округа:
В Сальском округе на 1924 год значилось 10 районов: Атаманский, Белоглинский, Воронцово-Николаевский, Дубовский, Западно-Коннозаводческий, Зимовниковский из Зимовниковской и Мокрогашунской волостей, Орловский из Орловской и Малогрузской волостей. Из Ставропольской губернии были присоединены Бело-Глинский и Воронцово-Николаевский районы. Из 1-го Донского округа – Романовский и Цимлянский районы.  
1 марта 1926 г. Президиум ВЦИК утвердил изменения в административно-территориальном делении Сальского округа. Был упразднен Орловский район. Территория делилась на один город окружного подчинения — Сальск, а также на 10 районов: Белоглинский (центр — с. Белая Глина), Воронцово-Николаевский (центр — с. Воронцово-Николаевское), Дубовский (центр — с. Дубовское), Заветинский (центр — с. Заветное), Западно-Коннозаводческий (центр — с. Будённый), Зимовниковский (центр — пос. Зимовники), Пролетарский (центр — станица Пролетарская), Ремонтненский (центр — с. Ремонтное), Романовский (центр — слобода Романовская), Цимлянский (центр — слобода Цимлянская).  
По итогам переписи 1926 года в округе было: 1 город, 10 районов, 125 сельсоветов, 1323 населенных пункта. 
В августе и ноябре 1929 года президиум Северо-Кавказского крайисполкома принял постановление о создании национального Калмыцкого района в составе Сальского округа. Район создавался в основном за счет территории Дубовского, Зимовниковского, Ремонтненского районов. На 10 августа 1930 года значился Сальский округ с 11 районами: Белоглинский (центр — село Белая Глина), Дубовский (центр — село Дубовское), Заветинский (центр — село Заветное), Западно-Коннозаводческий (центр — станция Целина), Зимовниковский (центр — поселок Зимовники), Калмыцкий (центр — станица Кутейниковская), Пролетарский (центр — станица Пролетарская), Ремонтненский (центр — село Ремонтное), Романовский (центр — станица Романовская), Сальский (центр — село Воронцово-Николаевское), Цимлянский (центр — станица Цимлянская) . 
В августе 1930 года постановлением президиума Северо-Кавказского крайисполкома округа были упразднены.

## Население округа
По данным Всероссийской переписи 1926 года на территории Сальского округа проживало — 471 890 человек, из них по городским поселениям — 6 902 человека, по сельским местностям — 464 988 человек. 
Городские поселения:
город Сальск — 6 902 чел. 
Сельские местности по районам:
Белоглинский район — 90 943 чел.,  Воронцово-Николаевский район — 88 338 чел., Дубовский район — 22 045 чел., Зимовниковский район — 43 592 чел.,Заветинский район — 24 979 чел., Западно-Коннозаводческий район — 35 153 чел.,  Пролетарский район — 52 795 чел., Ремонтненский район — 32 387 чел., Романовский район — 40 961 чел., Цимлянский район — 33 795 чел. 
Крупные сельские поселения Сальского округа с населением свыше 10 тысяч человек: 
- село Белая Глина — 21 327 чел.
- село Песчанокопское — 12 092 чел.
- село Воронцово-Николаевское — 11 536 чел.
- село Новый Егорлык — 11 392 чел.
- село Красная Поляна — 11 073 чел.
- село Сандата — 10 601 чел.
- станица Пролетарская — 10 478 чел.
- село Средний Егорлык — 10 067 чел.

## Примечание
1. ↑  Сборник "Административно-территориальное деление Ростовской области", ч. 1, Ростов-на-Дону, 1989 г., с. 142-143
2. ↑  Сборник Указов РСФСР, 1926 г., №11, ст. 91, л. 137-138
3. ↑  Северный Кавказ после районирования, Ростов-на-Дону,1925, т. 2,с.116
4. ↑  Список населенных мест Сальского округа Северо-Кавказского края, Сальск, 1927, с.IX
5. ↑  Административно-территориальное деление Ростовской области ч.2 / Ростов-на-Дону, 1996, с. 21-25
6. ↑  Поселенные итоги переписи 1926 г. по Северо-Кавказскому краю. Ростов-на-Дону. 1929 г. С.213 - 214